# Înaltul Comandament al Armatei Austro-Ungare
Înaltul Comandament al Armatei (în germană Armeeoberkommando, prescurtat AOK) a fost fondat în Austro-Ungaria în contextul izbucnirii Primului Război Mondial de către „cel mai înalt comandant-șef” (Allerhöchsten Oberbefehlshaber), Francisc Iosif I, împărat al Austriei și rege al Ungariei, atunci în vâstă de 84 de ani, în ziua mobilizării generale (31 iulie 1914), și a existat până la prăbușirea Dublei Monarhii în toamna lui 1918. În această perioadă, Înaltul Comandament al Armatei a fost nucleul de comandă și inițiatorul principalelor ordine ale forțelor terestre și marine austro-ungare implicate pe front.